# Julien Rappeneau
Pour les articles homonymes, voir Rappeneau.
Julien Rappeneau, né le 17 décembre 1971, est un réalisateur et scénariste français.

## Biographie
Il est le fils du réalisateur Jean-Paul Rappeneau (né en 1932), le neveu de la réalisatrice de télévision Élisabeth Rappeneau (1940-2020), et le frère du compositeur Martin Rappeneau (né en 1976).

## Filmographie

### Scénariste
- 2003 : Bon Voyage  de Jean-Paul Rappeneau
- 2003 : Mais qui a tué Pamela Rose ? d'Éric Lartigau
- 2004 : 36 Quai des Orfèvres, d'Olivier Marchal
- 2006 : Un ticket pour l'espace d'Éric Lartigau
- 2006 : La Jungle de Matthieu Delaporte
- 2007 : Pars vite et reviens tard de Régis Wargnier
- 2007 : Faubourg 36 de Christophe Barratier
- 2008 : Largo Winch de Jérôme Salle
- 2009 : R.T.T. de Frédéric Berthe
- 2011 : Largo Winch 2 de Jérôme Salle
- 2012 : Cloclo de Florent Emilio Siri
- 2012 : Mais qui a retué Pamela Rose ? d'Olivier Baroux et Kad Merad
- 2013 : Zulu de Jérôme Salle
- 2020 : Bullit et Riper[1]

### Réalisateur
- 2015 : Rosalie Blum également scénariste
- 2019 : Fourmi également scénariste
- 2021 : Le Trésor du Petit Nicolas également scénariste

## Distinctions

### Récompense
- Festival du film de Sarlat 2015 : Prix des lycéens pour Rosalie Blum

### Nominations
- 2004 : César du meilleur scénario pour Bon voyage de  Jean-Paul Rappeneau
- 2005 : César du meilleur scénario pour 36 quai des orfèvres de Olivier Marchal